# Аббеи де ла Пьер-ки-Вир
Аббеи де ла Пьер-ки-Вир (фр. Abbaye de la Pierre-qui-Vire) — французский полумягкий сыр из коровьего молока.
По вкусовым качествам сыр похож на другой мягкий сыр — эпуас.

## История
Сыр производится в аббатстве Пьер-ки-Вир. Монастырь существует с 1850-х годов, однако известность мягкие сыры этого аббатства получили в 1920-х годах.

## Изготовление
Сыр изготавливается в течение всего года из сырого молока 40 коров из стада аббатства, на приготовлении сыра заняты 12 из 85 монахов. Молоко заквашивается две недели, после чего высыхает в течение двух месяцев. Во время созревания корка сыра омывается рассолом.
В пищу употребляется молодой сыр.

## Описание
Головки сыра имеют форму плоского диска диаметром 10 сантиметров, высотой 2,5—4 сантиметра и весом 200—350 грамм. Головка покрыта натуральной тонкой рельефной коркой красно-кирпичного цвета. Под которой находится плотная упругая мякоть.
Этот сыр обладает ярким солоноватым с кислинкой, так называемым «деревенским», вкусом и соответствующим ароматом. Употребляется как в качестве самостоятельного блюда, так и в составе других блюд, например блюд, приготовленных на гриле. Сочетается с красными бургундскими винами.